# Papa Urbano V
O Papa Urbano V (latim: Urbanus V ; Le Pont-de-Montvert, 1310 — Avinhão, 19 de dezembro de 1370), nascido Guillaume de Grimoard, foi o 200º Papa da Igreja Católica, de 28 de setembro de 1362 até sua morte em 1370. Também foi membro da Ordem de São Bento. Ele foi o sexto Papa de Avignon e o único Papa de Avignon a ser beatificado.
Mesmo após sua eleição como pontífice, ele continuou a seguir a regra beneditina, vivendo de maneira simples e modesta. Seus hábitos nem sempre lhe davam adeptos acostumados a vidas ricas.
Urbano V pressionou por reformas em todo o seu pontificado e também supervisionou a restauração e construção de igrejas e mosteiros. Um dos objetivos que ele estabeleceu na eleição para o papado foi o reencontro das igrejas orientais e ocidentais. Ele chegou tão perto quanto alguns de seus antecessores e sucessores, mas não teve sucesso.

## Biografia

### Início da vida
Guillaume de Grimoard nasceu em 1310 no Castelo de Grizac, na região francesa de Languedoc (hoje parte da comuna de Le Pont-de-Montvert, departamento de Lozère), segundo filho de Guillaume de Grimoard, senhor de Bellegarde, e da Amphélise de Montferrand. Ele tinha dois irmãos, Étienne e Anglic, o futuro cardeal, e uma irmã Delphine.
Em 1327, Guillaume Grimoard tornou-se um monge beneditino no pequeno Priorado de Chirac, perto de sua casa, que era uma dependência da antiga Abadia de São Victor, perto de Marselha. Ele foi enviado a São Victor para o noviciado. Após sua profissão de votos monásticos, foi ordenado sacerdote em seu próprio mosteiro em Chirac em 1334. Estudou literatura e direito em Montpellier e depois se mudou para a Universidade de Toulouse, onde estudou direito por quatro anos. Ele obteve um doutorado em Direito Canônico em 31 de outubro de 1342.
Ele foi nomeado prior da Nôtre-Dame du Pré (de Priorato) na diocese de Auxerre pelo Papa Clemente VI, que ele manteve até sua promoção a Saint-Germain en Auxerre em 1352. Ele iniciou reformas disciplinares e financeiras. Seu novo bispo, Jean d'Auxois (1353–1359), em concerto com o arcebispo de Sens, Guillaume de Melun, exigiu muito sua hospitalidade e, quando este tentou impor novas exações, as quais Grimoard resistiu, o arcebispo abusou fisicamente do prior, que, no entanto, não se submeteu. O prior Grimoard tornou-se procurador-geral da Ordem de São Bento na Cúria Papal.
Ele se tornou um canonista conhecido , ensinando em Montpellier, Paris e Avignon . Ele foi nomeado pelo bispo de Clermont, Pierre de Aigrefeuille (1349–1357), como seu vigário geral, o que significava que ele governava a diocese em nome do bispo. Quando o bispo Pierre foi transferido para Uzès (1357–1366), Guillaume Grimond tornou-se vigário geral de Uzès.
Guillaume foi nomeado abade do mosteiro de Saint-Germain en Auxerre em 13 de fevereiro de 1352 pelo papa Clemente VI. Em 1359, a cidade e a abadia foram capturadas pelos ingleses e submetidas a fortes impostas.

### Primeira missão italiana
No verão de 1352, o Papa Clemente VI convocou o abade Guillaume para uma missão. O norte da Itália estava em estado caótico há algum tempo, graças às ambições dos visconti de Milão, liderados pelo arcebispo Giovanni Visconti. Ele conquistou grande parte da Lombardia, tomou a cidade papal de Bolonha e invadiu as fronteiras do território florentino. A fim de manter o território da Igreja, o papa havia adotado o esquema de tornar o arcebispo Visconti seu vigário de Bolonha no momento. Ele estabeleceu um acordo em 27 de abril de 1352, que absolveu os visconti de todas as suas transgressões e assinou grande parte do norte da Itália. O papa até fez o primeiro pagamento do subsídio que ele iria fornecer a eles. Os Visconti, por sua vez, não tinham a intenção de observar os termos do pacto, um dos quais foi o retorno da Legação de Bolonha ao Papado, apesar das belas palavras e promessas que fizeram em Avignon. Em 26 de julho, o abade Grimoard e Mons. Azzo Manzi da Reggio, decano da Catedral de Aquileia, recebeu instruções escritas do papa Clemente para ir ao norte da Itália como núncios apostólicos para lidar com a situação. Guillaume deveria receber a cidade de Bolonha dos Visconti, que eram ocupantes ilegais, e entregá-la a Giovanni Visconti como vigário papal, e ameaçar com censuras eclesiásticas quaisquer partidos que não aderissem ao tratado. Ele fez isso em 2 de outubro de 1352. Guillaume recebeu 8 florins de ouro por dia para suas despesas, seu associado Anzo apenas 4 florins. Enquanto ele estava em Milão, ele também conseguiu que o arcebispo renovasse o tratado que estava expirando com o rei e a rainha da Sicília. Ele estava de volta a Avignon em novembro de 1352.

### Segunda missão italiana
Em 1354, o abade Grimoard foi enviado à Itália novamente, desta vez para Roma, onde havia negócios que precisavam ser negociados para a Câmara Apostólica. Havia também distúrbios graves na Basílica de São Pedro, que precisavam ser resolvidos.
Em agosto de 1361, ele foi eleito abade da Abadia de Saint-Victor em Marselha. Apesar da nomeação, ele continuou a ensinar como professor, pelo menos no próximo ano acadêmico.

### Terceira missão italiana
O cardeal Gil Álvarez de Albornoz havia sido enviado à Itália em 1353, para controlar o notório Giovanni di Vico de Viterbo, bem como o Malatesta de Rimini e a família Ordelaffi de Forlì. Em 1360, o abade Guillaume foi enviado para ajudá-lo, lidando com o sobrinho e sucessor do arcebispo Visconti, Barnabé Visconti. O confronto foi tão hostil e ameaçador que o abade saiu imediatamente e denunciou ao papa Inocente a traição de seu vassalo. O papa o enviou de volta à Itália imediatamente, mas felizmente a derrota total do exército de Visconti, que assediava Bolonha pelo cardeal Albornoz, facilitou consideravelmente a situação. No entanto, imediatamente depois de ser eleito papa, Grimoard excomungou Bernabò Visconti. Ele retornou à França e se retirou para o castelo de Auriol, onde foi encontrado em 10 de junho de 1362.
O motivo de sua aposentadoria para Auriol não está longe de procurar. A praga voltou a ocorrer no sul da França em 1361 e 1362. O cardeal Pierre des Près morreu em 16 de maio de 1361; O cardeal Petrus de Foresta, faleceu em 7 de junho de 1361; O cardeal Guillaume Farinier, falecido em 17 de junho de 1361; Cardeal Guillaume Court, O.Cist., Faleceu em 12 de junho de 1361; O cardeal Petrus Bertrandi morreu em 13 de julho de 1361; O cardeal Jean de Caraman, faleceu em 1 de agosto de 1361; O cardeal Bernard de la Tour, morreu em 7 de agosto de 1361; O cardeal Francesco degli Atti, morreu em 25 de agosto de 1361; e o cardeal Pierre de Cros morreu em setembro de 1361.  Além disso, estimou-se que cerca de 6 mil pessoas e mais de 100 bispos morreram em 1361. O cardeal Nicolas Roselli (1357–1362) de Tarragona morreu em Maiorca em 28 de março de 1362, embora não por causa da peste.

### Nápoles
De repente, porém, Luís de Taranto morreu em 25 de maio de 1362. Isso desencadeou uma luta pelo poder, com a rainha Joanna tentando recuperar o poder que havia perdido para o marido, além de uma disputa para ver quem seria o próximo marido. . O abade Guillaume foi convocado para Avignon, onde estava em 27 de junho, e enviado a Nápoles para fornecer conselhos e orientações sobre os desejos do senhor feudal de Nápoles, o Papa Inocêncio VI.
Durante sua viagem ao sul, ele visitou a grande Abadia de Monte Cassino, onde ficou triste ao ver o estado em que ela caíra, tanto física quanto organizacionalmente, devido a terremotos e negligência episcopal. Assim que se tornou Papa, ele se comprometeu a reparar a situação e, em 31 de março de 1367, aboliu a diocese de Cassino e restaurou o mosteiro ao controle total de seu abade.

## Papado

### Eleição
Em setembro de 1362, Grimoard era Núncio Apostólico na Itália quando o Papa Inocêncio VI morreu. Exatamente onde ele estava quando as notícias chegaram, convocando-o para Avignon é desconhecido. Nápoles é apenas um palpite; outras possibilidades são Florença e Lombardia.
O Papa Inocêncio VI morreu em 12 de setembro de 1362. O Conclave para eleger seu sucessor foi inaugurado em 22 de setembro, a Festa de São Maurício, no Palácio Apostólico de Avignon. Vinte dos vinte e um cardeais estavam presentes. Apenas o cardeal Albornoz permaneceu em seu posto na Itália. Dos vinte cardeais, dezoito eram de origem francesa, seis deles Limousin. Dez dos vinte e um cardeais eram parentes papais. A influência dos cardeais Limousin diminuiu um pouco desde que sua terra natal se tornou recentemente sujeita à ocupação inglesa, o que assustou os treze cardeais súditos do rei da França. Os cardeais Hélie de Talleyrand e Guy de Boulogne consideraram-se elegíveis.
Matteo Villani, o cronista florentino, diz que quinze cardeais estavam preparados para eleger ou realmente eleger Hugues Roger, OSB, um Limousin e irmão do papa Clemente VI, que era camareiro do Colégio de Cardeais. O cardeal Hugues recusou a oferta. Villani é a única fonte que relata esta versão dos eventos. Além disso, essa história contradiz a reportagem de Jean de Froissart, que afirma que um impasse se desenvolveu entre Talleyrand e Guy de Boulogne, de tal forma que membros de nenhum partido conseguiram os dois terços dos votos necessários. Aparentemente, foi um dos cardeais de Limousin, Guillaume d'Aigrefeuille, que dirigiu a atenção dos cardeais ao abade Guillaume Grimoard. Em 28 de setembro, eles elegeram Grimoard como o novo papa. Ele não foi informado inicialmente do resultado, mas foi solicitado a retornar imediatamente a Avignon para "consultar" o Conclave. Os cardeais temiam a reação dos romanos à eleição de outro papa francês e, assim, mantiveram em segredo os resultados da eleição até a chegada de Grimoard, um mês depois, no final de outubro. Os romanos clamavam há algum tempo por um papa romano, ou pelo menos italiano, e temia-se que eles interferissem na viagem de Guillaume se soubessem de sua eleição. Ao chegar, Grimoard aceitou sua eleição e adotou o nome pontifício de Urban V. Quando perguntado o motivo da seleção de seu novo nome, Grimoard teria dito: "Todos os papas que usaram esse nome eram santos".
Grimoard nem sequer era bispo na época de sua eleição, e teve que ser consagrado antes de poder ser coroado. Isso foi feito em 6 de novembro pelo cardeal Andouin Aubert, o bispo de Ostia, sobrinho do antecessor de Grimoard, Inocêncio VI. O bispo de Ostia tinha o direito tradicional de consagrar um papa como bispo. No final da missa de consagração, Urbano V foi coroado. Não há registro de quem foi quem colocou a coroa em sua cabeça. O direito de fazê-lo pertencia ao cardeal Protodeacon, que era o cardeal Guillaume de la Jugié, sobrinho do papa Clemente VI. Urbano V foi o sexto papa no Papado de Avinhão.
Urban V manteve outro sobrinho papal, Arnaud Aubert, sobrinho do papa Inocêncio VI. Ele recebeu a posição muito importante de Papal Chamberlain, chefe do departamento financeiro da Igreja, por seu tio em 1361. Ele continuou nesse cargo durante todo o reinado de Urbano VI e também de Gregório XI, até 1371. Além da administração da casa papal, o escritório fez de Aubert o vigário temporal do Papa na diocese de Avignon e o administrador do Comtat-Venaissin.
Entre 1363 e 1364, o inverno estava tão frio, especialmente em janeiro, fevereiro e março, que o Rhone congelou na medida em que pessoas e veículos podiam atravessar o gelo. O papa, no entanto, anunciou que excomungaria qualquer um que tentasse fazê-lo, temendo que as pessoas pudessem cair acidentalmente e se afogar. Perto de Carcassone, um homem congelou até a morte enquanto viajava em seu cavalo, embora o cavalo tenha conseguido voltar ao estábulo acostumado com o homem morto nas costas. Muitos dos pobres, mulheres e crianças morreram de frio.

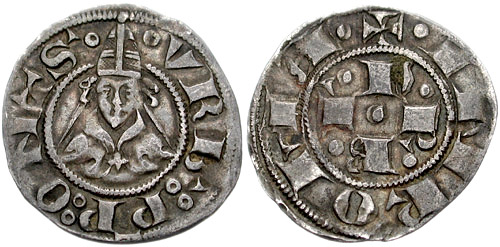
Um bolognino do Urban V

### Reformador e patrono da educação
Como papa, Urbano V continuou a seguir a disciplina da Regra de São Bento e a vestir seu hábito monástico. Urbano V trabalhou contra o absenteísmo, o pluralismo e a simonia, enquanto procurava melhorar o treinamento e o exame de escritório. Deve-se ter em mente, no entanto, que, com o treinamento de um monge, a reforma era uma questão de retorno aos valores e princípios ideais através da disciplina, não uma questão de encontrar novas soluções. Com a formação de um advogado, a reforma era uma questão de codificar e fazer cumprir as decisões e precedentes estabelecidos.
O Papa Urbano V introduziu reformas consideráveis na administração da justiça e no aprendizado liberal. Ele fundou uma universidade na Hungria. Ele concedeu à Universidade de Pavia o status de Studium Generale (14 de abril de 1363). Em Toulouse, ele concedeu à Faculdade de Teologia os mesmos direitos que a Universidade de Paris. Em Montpellier, ele restaurou a escola de medicina e fundou o Colégio de São Bento, cuja igreja, decorada com inúmeras obras de arte, mais tarde se tornou a catedral da cidade. Ele fundou uma igreja colegiada em Quézac, e uma igreja e biblioteca em Ispagnac. No topo de uma colina perto de Bédouès, a paróquia em que o Château de Grisac está situado, ele construiu uma igreja onde os corpos de seus pais foram enterrados e, somos informados por uma bula papal de dezembro de 1363, ele instituiu uma faculdade de seis cânones. sacerdotes, juntamente com um diácono e um subdiácono.
Urban V emitiu um consentimento preliminar para o estabelecimento da Universidade de Cracóvia, que em setembro de 1364 havia obtido pleno consentimento papal. Ele forneceu livros e os melhores professores para mais de 1 000 estudantes de todas as classes. Em torno de Roma , ele também plantou vinhedos .
Ele impôs a penalidade de excomunhão a qualquer um que molestasse os judeus ou tentasse conversão e batismo forçados.

### Campanhas militares
A grande característica do reinado de Urban V foi o esforço para devolver o papado a Roma e reprimir seus poderosos rivais pela soberania temporal lá. Ele começou enviando seu irmão, cardeal Angelicus Grimoard, como legado papal no norte da Itália. Em 1362, Urban ordenou que uma cruzada fosse pregada em toda a Itália contra Bernabò Visconti, Giangaleazzo Visconti e seus parentes, acusados de assaltantes da propriedade da igreja. Em março de 1363, Bernabò foi declarado herege. No entanto, o Papa Urban achou necessário comprar a paz em março do ano seguinte, enviando o recém-criado Cardeal Androin de la Roche, antigo Abade de Cluny, como Legado Apostólico para a Itália para organizar os negócios. Então, através da mediação do Carlos IV do Sacro Império Romano-Germânico, Urbano levantou sua excomunhão contra Bernabò, obtendo Bolonha somente depois que assinou uma paz apressada que era altamente favorável a Bernabò.
Em maio de 1365, o imperador Carlos visitou Avignon, onde ele apareceu com o papa em pleno traje imperial. Ele então seguiu para Arles, que era um de seus domínios, onde foi coroado rei pelo arcebispo Pierre de Cros, OSB.
O maior desejo de Urbano V era o de uma cruzada contra os turcos. Em 1363, o rei João II de França e Pedro I de Chipre, chegaram a Avignon, e foi decidido que deveria haver uma guerra contra os turcos. Era Urbano e Pedro que estavam mais ansiosos pela cruzada; os franceses estavam exaustos com as recentes perdas na Guerra dos Cem Anos, e alguns de seus líderes ainda estavam presos na Inglaterra. O papa realizou uma cerimônia especial no sábado santo de 1363 e concedeu a cruz do cruzado aos dois reis e também ao cardeal Hélie de Talleyrand-Périgord. João II foi nomeado Reitor e Capitão Geral da expedição. O cardeal de Talleyrand foi nomeado Legado Apostólico para a expedição, mas morreu em 17 de janeiro de 1364, antes que a expedição pudesse começar. A montagem do exército mostrou-se uma tarefa impossível, e o rei João retornou à prisão na Inglaterra. Ele morreu em Londres em 8 de abril de 1364.

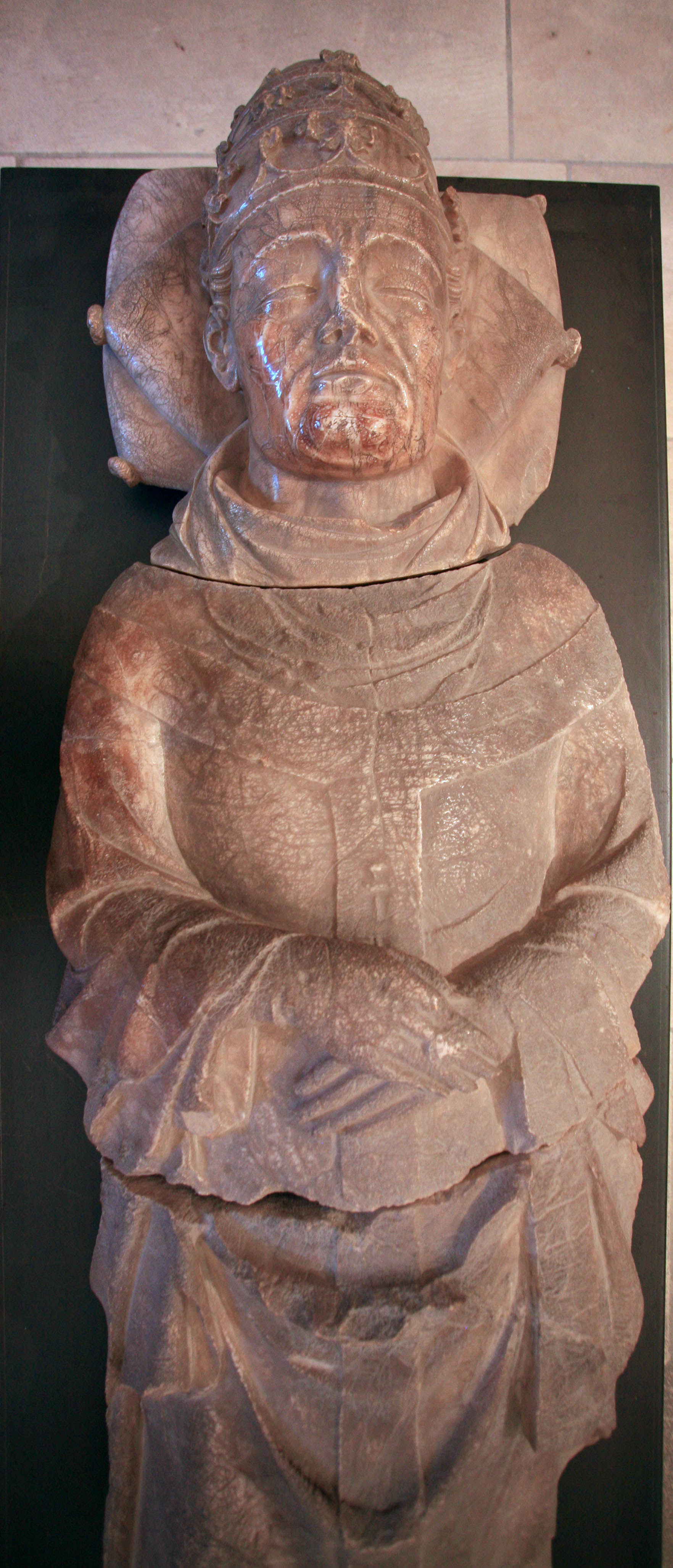
Urbano V, Abadia de São Victor, Marselha

O rei Pedro de Chipre, decepcionado com o retorno do rei João ao cativeiro na Inglaterra e a morte do cardeal de Talleyrand, reuniu todos os soldados que pôde e, em 1365, lançou um ataque bem-sucedido a Alexandria (11 de outubro de 1365). Contudo, não havia apoio adicional e, visto que o inimigo superava em número os cruzados, ele ordenou o saque e a queima da cidade e depois se retirou. Ele continuou a assediar as costas da Síria e do Egito até ser assassinado em 1369. Urbano, no entanto, não teve participação na cruzada ou em suas conseqüências.
Amadeus de Savoy e Louis da Hungria também organizaram uma cruzada no reinado de Urban em 1366. Inicialmente eles tiveram sucesso, e Amadeus até capturou Galípoli. Mas, apesar dos sucessos iniciais, cada um foi forçado a se retirar.

### Para Roma e voltar
Problemas contínuos na Itália , bem como pedidos de figuras como Francisco Petrarca e Brígida Birgersdotter da Suécia, levaram o Urbano V a Roma , apenas para descobrir que seu vigário, o cardeal Albornoz havia acabado de morrer. Ele conduziu os restos mortais do cardeal a Assis, onde foram enterrados na Basílica de São Francisco de Assis. O papa chegou à cidade de Roma em 16 de outubro de 1367, o primeiro papa em sessenta anos a pôr os pés em sua própria diocese. Foi recebido com alegria pelo clero e pelo povo, e apesar da satisfação de ser assistido pelo imperador Carlos IV em São Pedro e de colocar a coroa na cabeça da imperatriz Elizabeth (1 de novembro de 1368), logo ficou claro que, mudando a sede de seu governo, ele não havia aumentado seu poder. Em Roma, ele foi capaz de receber a homenagem do rei Pedro I de Chipre, da rainha Joana I de Nápoles e a confissão de fé do imperador bizantino João V Paleólogo. Bridget da Suécia, que morava em Roma e tentava obter aprovação para uma nova ordem religiosa, os Bridgettines, havia realmente comparecido ao papa em Montefiascone em 1370, enquanto se preparava para retornar à França; na presença do cardeal Pierre Roger de Beaufort, o futuro papa, previu a morte do papa se ele deixasse Roma. E ele morreu.
Incapaz de resistir à urgência dos cardeais franceses e, apesar de várias cidades dos Estados papais ainda estarem em revolta, o Urbano V embarcou em um navio em Corneto em direção à França em 5 de setembro de 1370, chegando em Avignon no dia 24 do mesmo dia. mês. Alguns dias depois, ele ficou gravemente doente. Sentindo sua morte se aproximando, ele pediu que fosse transferido do Palácio Papal para a residência vizinha de seu irmão, Angelic de Grimoard, a quem ele havia feito cardeal, para que ele pudesse estar perto daqueles que amava. Ele morreu lá em 19 de dezembro de 1370. Ele foi papa por oito anos, um mês e dezenove dias. Seu corpo foi inicialmente colocado na Capela de João XXII, na Catedral de Santa Maria de Domps, em Avignon. Em 31 de maio de 1371, seus restos mortais foram transferidos para o mosteiro de Saint-Victor, em Marselha, onde ele construíra uma esplêndida tumba.

## Beatificação
O Papa Gregório XI abriu a causa da beatificação de seu antecessor. Os milagres reivindicados por Urbano V e suas virtudes foram documentados. Mas a causa parou em 1379 em Roma. Parou em Avignon em 1390, sob as ordens do Antipapa Clemente VII. O cisma ocidental fez com que o processo parasse, mas foi reativado séculos mais tarde e levou à beatificação do Urbano V em 10 de março de 1870 pelo Papa Pio IX. Sua festa é comemorado em 19 de dezembro, dia de sua morte. Isso foi decidido em 1814 por um Capítulo Geral da Ordem Beneditina.